# Ross Island (ö i Indien, Andamanerna och Nikobarerna, lat 13,30, long 93,08)
Ross Island är en ö i Indien.   Den ligger i unionsterritoriet Andamanerna och Nikobarerna, i den sydöstra delen av landet, 2 400 km sydost om huvudstaden New Delhi.